# Emanuel Wilson
Emanuel Dashae Wilson (Charlotte, 8 maggio 1999) è un giocatore di football americano statunitense che milita nel ruolo di running back per i Green Bay Packers della National Football League (NFL).

## Carriera

### Denver Broncos
Dopo non essere stato scelto nel Draft, Wilson firmò con i Denver Broncos il 12 maggio 2023. Fu svincolato tre giorni dopo.

### Green Bay Packers
Il 22 maggio 2023 Wilson firmò con i Green Bay Packers. Dopo una pre-stagione positiva il 29 agosto fu annunciato che sarebbe rientrato nei 53 uomini del roster per l’inizio della stagione regolare.
Wilson debuttò nella NFL il 17 settembre 2023 nella sconfitta della settimana 2 contro gli Atlanta Falcons, correndo tre volte per cinque yard. Il 22 novembre 2023 fu inserito in lista infortunati. Tornò nel roster attivo il 6 gennaio 2024. La sua prima stagione si chiuse con 85 yard corse in sette presenze.